# Алфонс де Винтер
Алфонс „Фонс“ Франсоа Мари де Винтер (12. септембар 1908 – 7. јул 1997) био је белгијски фудбалер.

## Каријера
Играо је као везиста за клуб Бершот ВАК. Са клубом је освојио Прву лигу Белгије два пута, 1938. и 1939. године.
За репрезентацију Белгије одиграо је 19 утакмица, укључујући и осмину финала Светског првенства 1938. године против Француске на стадиону Стад де Коломб, где је Белгија изгубила 3:1.